# Jifat Xaixa-Biton
Jifat Xaixa-Biton (hebreu: יִפְעָת שָׁאשָׁא־בִּיטוֹן‎; Qiryat Xemonà, 23 de maig de 1973) és una educadora i política israeliana. Va ser elegida membre de la vint-i-quatrè Kenésset pel partit Nova Esperança, després d'haver estat diputada de Kulanu i el Likkud. Va exercir com a ministra de Construcció i Habitatge del 2019 al 2020, de Ministra d'Educació del 2021 al 2022 i de ministra sense cartera de 2023 a 2024.

## Biografia
Jifat Xaixa-Biton va néixer a Qiryat Xemonà el 1973. És filla de Rachel, una infermera nascuda al Marroc i de Moshe David, propietari d'una empresa de transport i nascut a l'Iraq. Va assistir a l'escola secundària Darca Danciger a Qiryat Xemonà.
El 2002 es va doctorar en educació a la Universitat de Haifa, havent obtingut ja els títols de llicenciatura i màster en educació a la mateixa universitat. Va escriure la seva tesi doctoral sobre com l'educació afecta la comprensió del concepte de pau entre els estudiants israelians i palestins.
Xaixa-Biton ha viscut a Qiryat Xemonà durant gran part de la seva vida i hi va criar tres fills amb el seu marit. Des del 2018 viu a Zichron Yaakov.

## Carrera política
El 2008, es va presentar a l'alcaldessa de Qiryat Xemonà i va ser nomenada tinent d'alcalde i cap del departament d'educació i joventut del consell municipal. Durant les eleccions locals de 2013 va ser escollida com a consellera municipal. Abans de les eleccions de 2015, es va unir al nou partit Kulanu i va anar de número set a les seves llistes. Va esdevenir diputada a la Kenésset ja que el partit va obtenir deu escons.

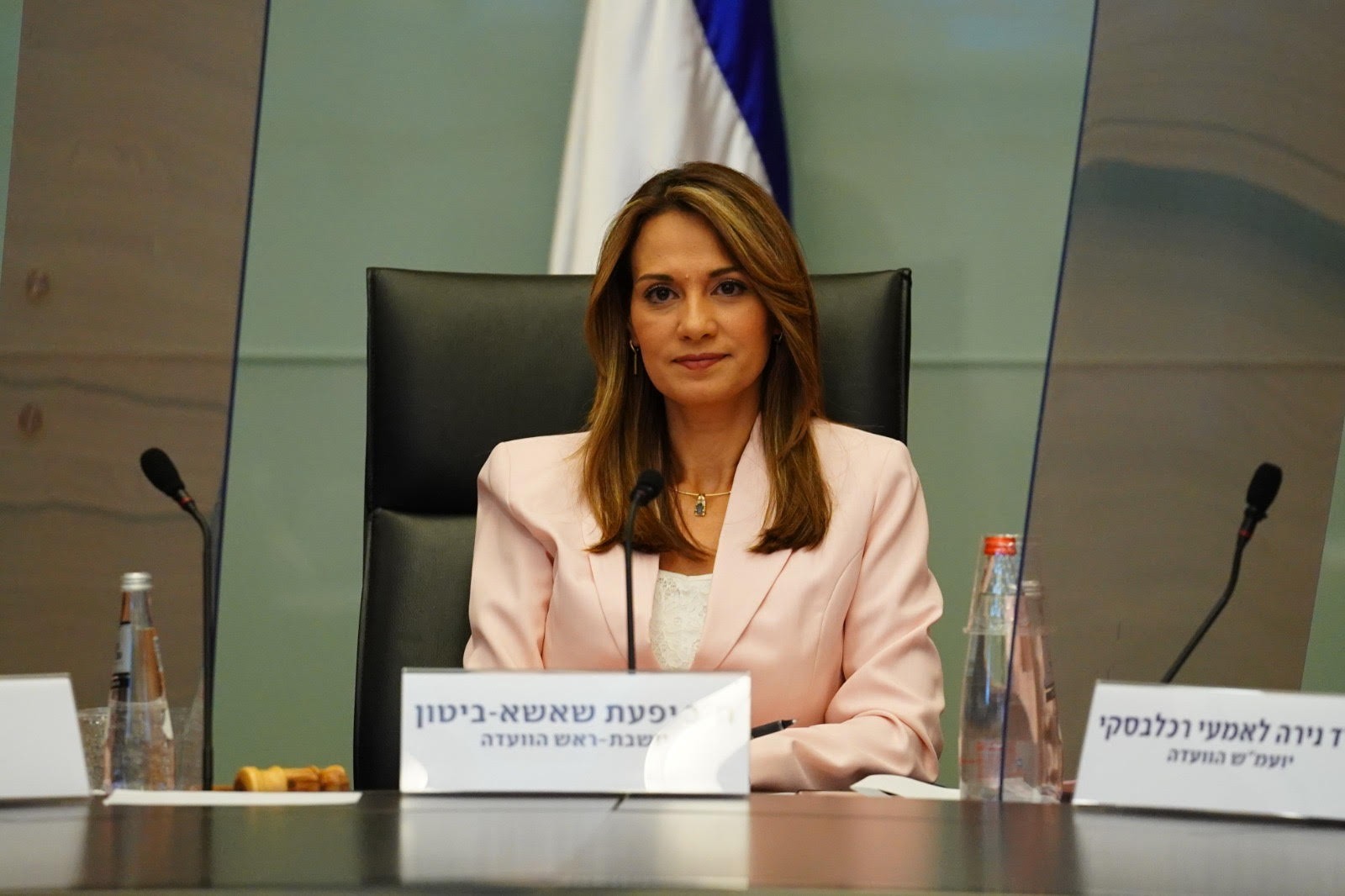
Jifat Xaixa-Biton, presidint el Comitè COVID-19.

El desembre de 2020 va anunciar que s'uniria al nou partit de Gideon Sa'ar, Nova Esperança. Va anar de numero dos a la llista per a les eleccions de març de 2021 i va conservar el seu escó a la Kenésset, ja que Nova Esperança va obtenir sis escons.
El 12 d'octubre de 2023, arran de l'acord conclòs entre el primer ministre Benyamin Netanyahu i Benny Gantz per a la formació d'un gabinet d'unitat nacional després de l'atac de Hamàs, va ser nomenada ministra sense cartera al govern. Va dimitir del càrrec juntament amb la resta de Nova Esperança el 25 de març de 2024.
El 2 de juliol de 2024, Xaixa-Biton va anunciar la seva renúncia al seu escó a la Kenésset i la seva retirada de la política.